# 楽法才
楽 法才（がく ほうさい、生没年不詳）は、南朝梁の政治家。字は元備。本貫は南陽郡淯陽県。

## 経歴
楽藹の子として生まれた。若くして建康に遊び、沈約に見出されて、「法才は実に才子である」と評された。斉の南康王蕭宝融が相国となると、府参軍として召され、蕭穎冑に召されて主簿となった。梁国が建てられると、起部郎に任じられた。天監2年（503年）、父の楽藹が広州に赴任したが、法才は建康に留まり、金部郎に転じた。父が死去すると辞職した。服喪が終わると、中書通事舎人に任じられ、荊州別駕として出向した。入朝して通直散騎侍郎となり、外交をつかさどり、尚書右丞に転じた。天監13年（514年）、晋安王蕭綱が荊州刺史となると、法才は再び荊州別駕となった。召還されてまた尚書右丞となり、招遠将軍・建康県令として出向した。俸給を受け取らず、任を去るときには、百金が浮いていたので、県の官吏は国庫に輸送した。武帝は法才の清節を賞賛して、「百の城の模範とするべきか」といい、その日のうちに太舟卿に任じた。まもなく法才は南康郡内史に任じられたが、俸給を辞退して名声をえたことを恥じ、任を受けなかった。まもなく雲騎将軍・少府卿に転じた。信武長史・江夏郡太守として出向した。任地におもむく途中、江陵の実家に立ち寄り、邸の一部を寄進して寺とした。皇太子蕭綱に召し出されて東に向かおうとしたが、出発しないうちに病に倒れて死去した。享年は63。

## 伝記資料
- 『梁書』巻19 列伝第13
- 『南史』巻56 列伝第46